# Plaza Alemania

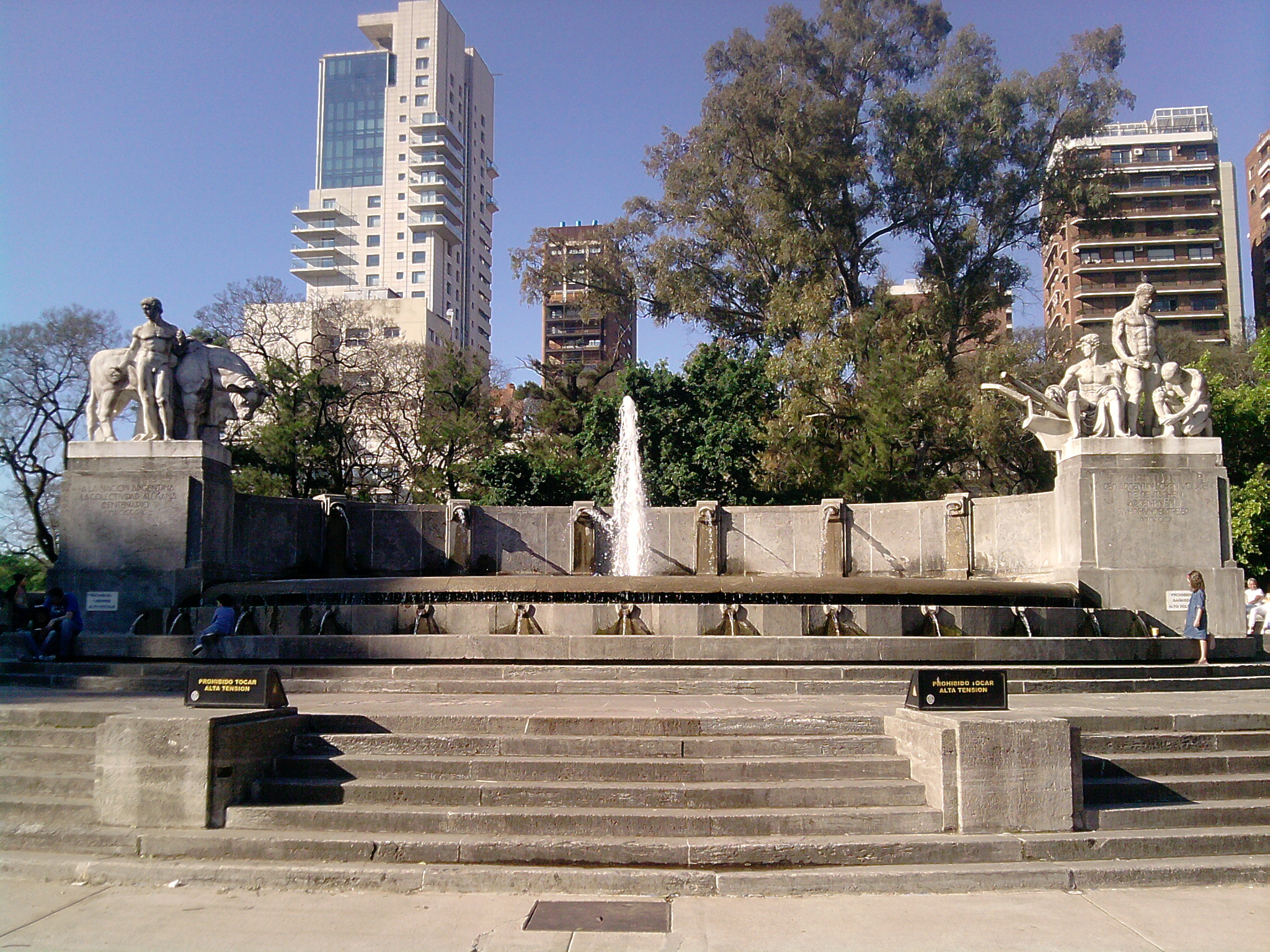
Fuente Riqueza Agropecuaria Argentina, en Plaza Alemania.

La Plaza Alemania es una plaza ubicada en Palermo Chico, una zona del barrio de Palermo, en Buenos Aires, Argentina. En ella se encuentra el monumento-fuente  Riqueza Agropecuaria Argentina, que la colectividad alemana obsequió al pueblo argentino con motivo de la celebración del Centenario de la Revolución de Mayo. El monumento tiene una extensión longitudinal de más de 25 metros y posee enormes figuras que representan la agricultura, la ganadería, y la impronta cultural de Alemania en la Argentina.

## Historia

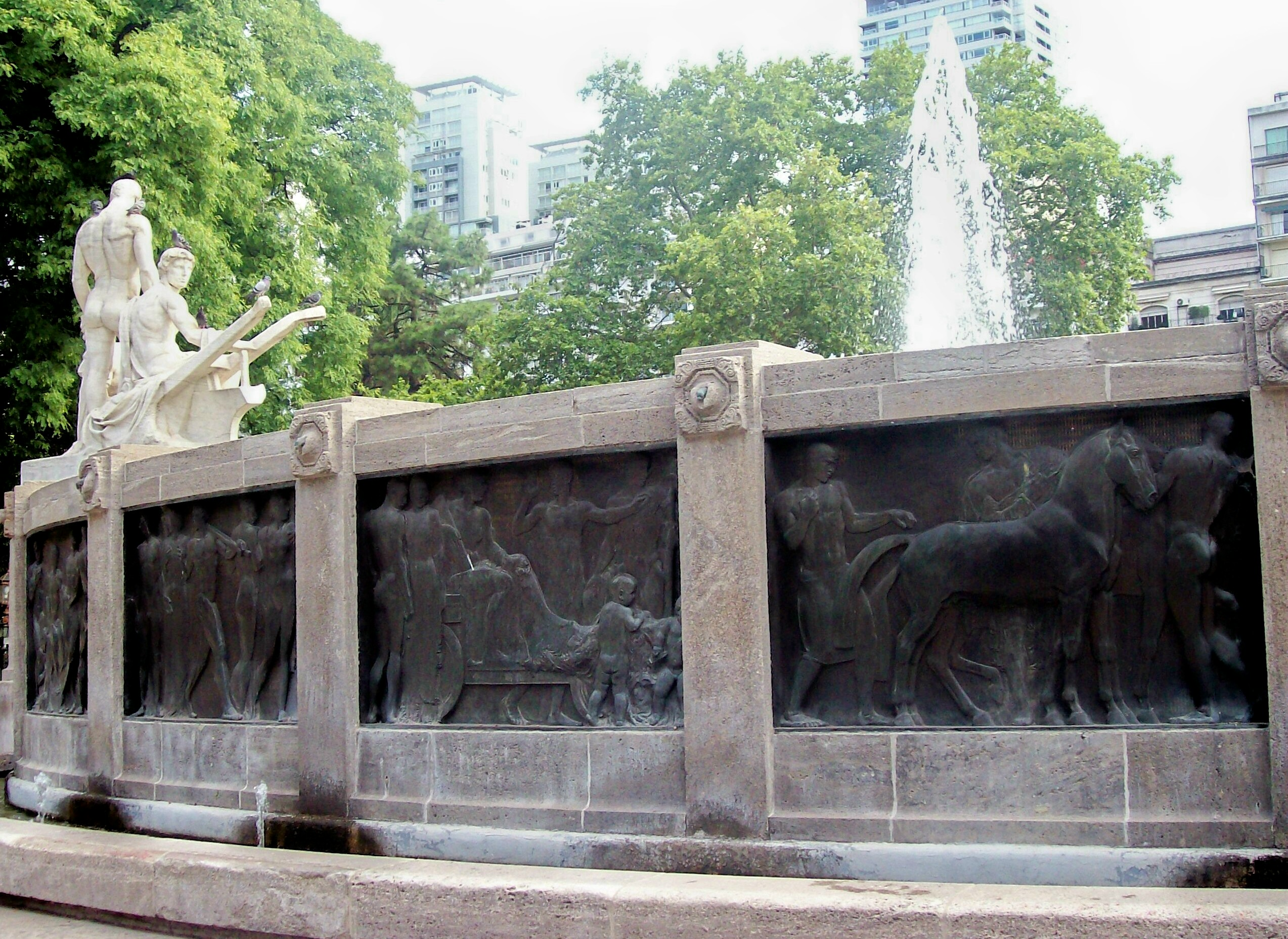
Parte trasera de la fuente Riqueza Agropecuaria Argentina

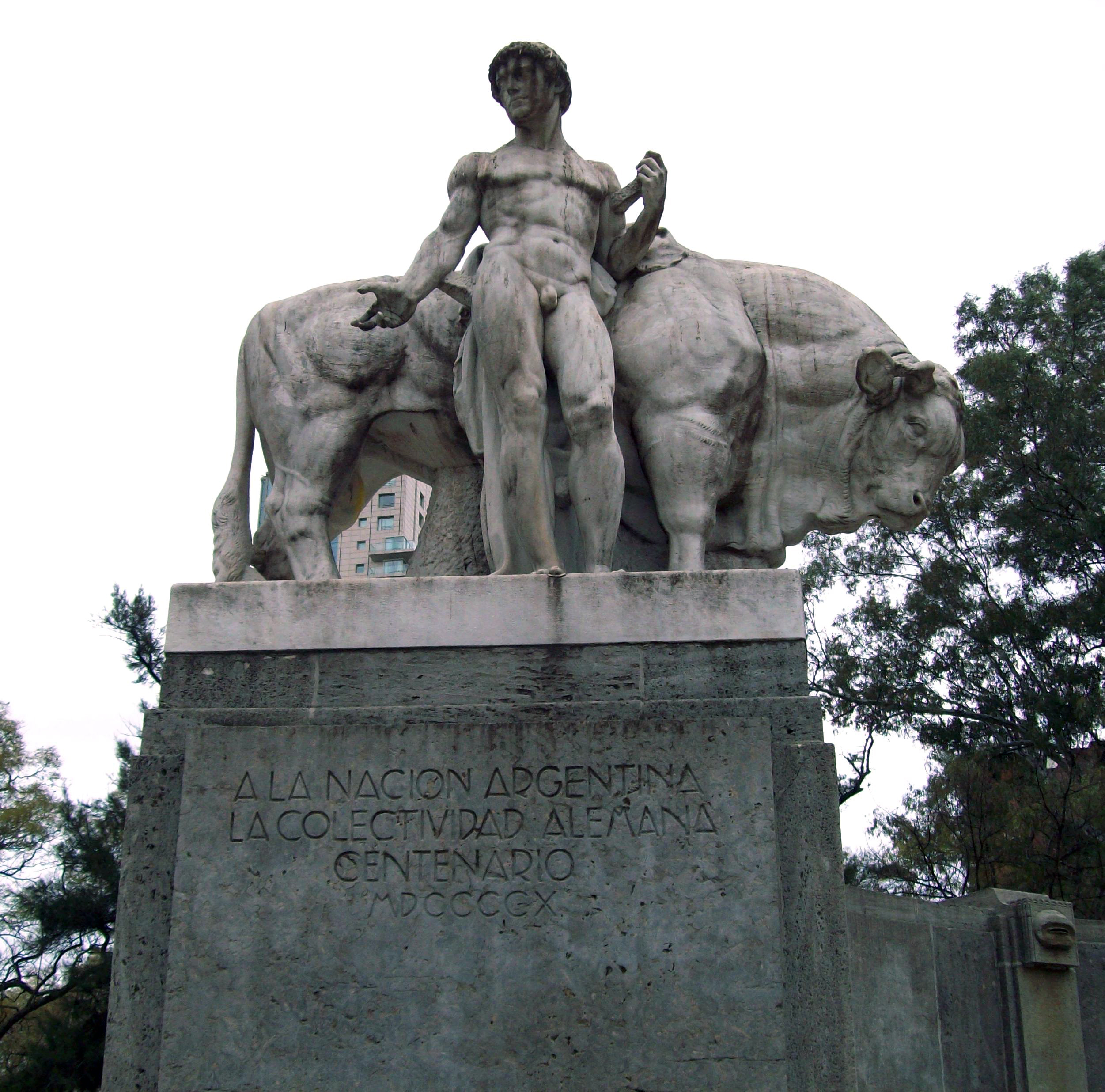
Una de las esculturas de la fuente, obra de Gustav Adolf Bredow.

Su nombre actual le fue dado por la ordenanza n° 19.096 del año 1964. Abarca la manzana limitada por las calles Cavia y Castex; y por las avenidas Del Libertador y Casares, en la zona del barrio de Palermo.
La fuente-monumento "Fuente Riqueza agropecuaria argentina" (también llamada "Fuente Alemana en Buenos Aires"), regalo de la colectividad alemana para el Centenario de la Argentina, fue diseñada por Carlos Thays e inaugurada en 1914.La obra de arte fue realizada por Gustav Adolf Bredow (1875-1950), en mármol de Carrara, bronce y lava de Roma (piedra blanca), habiendo empleado más de cuatro años en terminarla. En el centro cuenta con un vertedero central, bajorrelieves de vigoroso modelado y sobria técnica. Sobre dos bases cuadrangulares se hallan sendos grupos escultóricos: "La Agricultura" y "La Ganadería" realizados en mármol pentélico, de tinte suavemente amarillo, que con el correr de los años adquiere un matiz cada vez más saturado y cálido que resalta la luz y la sombra. Al frente cuenta con una escalinata circular dividida en siete sectores. Cuenta además con una placa de bronce que homenajea al estadista alemán Konrad Adenauer. Las paredes posteriores al monumento fueron tapizadas con  relieves de los escudos de los 16 estados alemanes esculpidos en bronce.

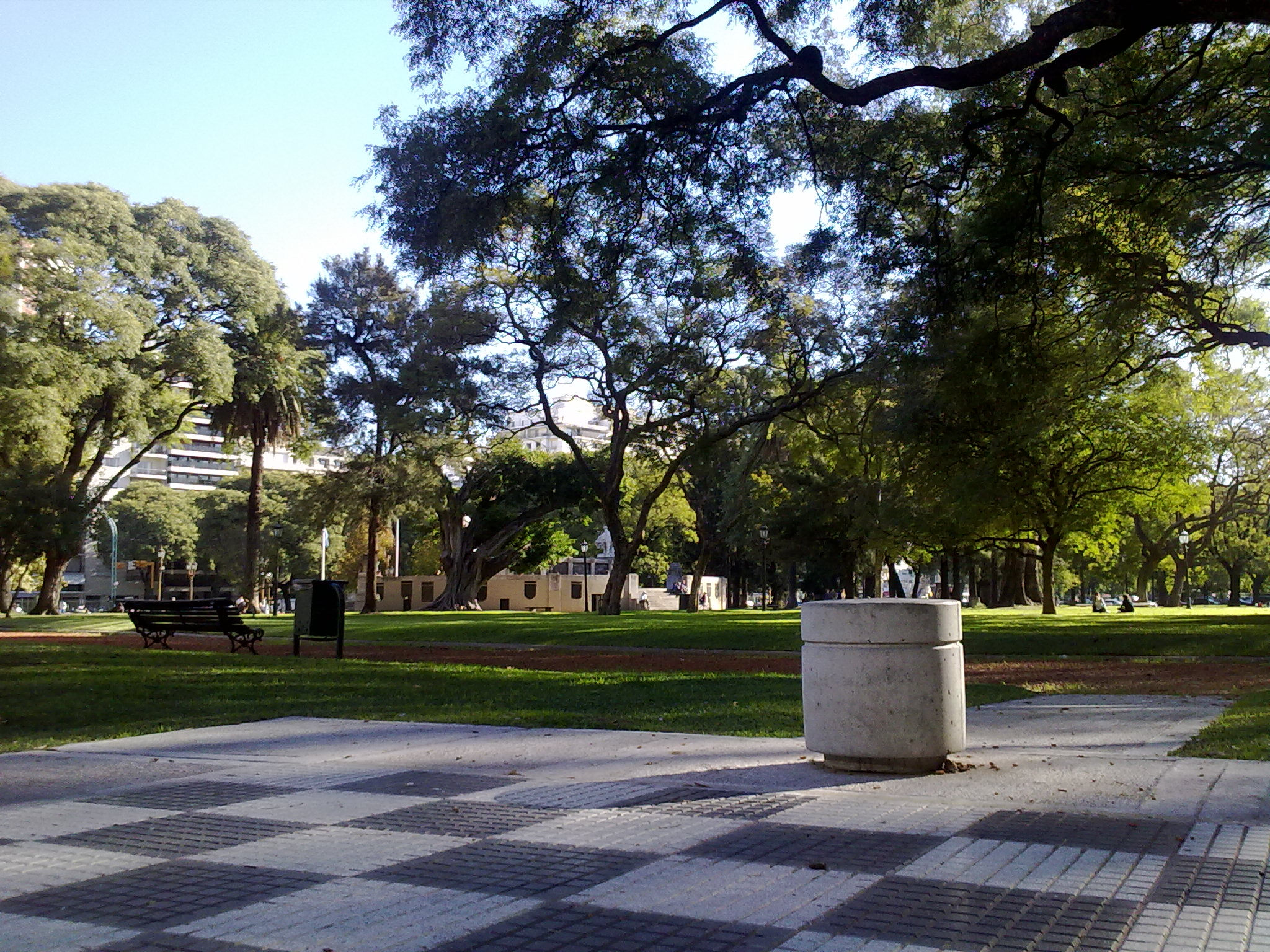
Vista de la plaza desde su ajedrez.

En el año 2005, durante el gobierno de Jorge Telerman luego de un trabajo de seis meses, el equipo técnico de la Dirección General de Espacios Verdes de la Secretaría de Producción porteña, en consenso con los vecinos, realizó un trabajo que demandó una inversión de alrededor de 700 mil pesos para restaurar el soporte pétreo del monumento, realizar un tratamiento de conservación de los bronces, refaccionar su fuente, reacondicionar su patio de juegos, y recuperar el trazado original del paisajista Carlos Thays, recomponiendo para ello el óvalo central de granza. También se incorporaron tradicionales bancos romanos y se relocalizaron los ya existentes.
El 1 de octubre de 2010 se inauguró un ajedrez gigante que fue donado por el Gobierno de la República Federal de Alemania a la Ciudad de Buenos Aires, con motivo de la conmemoración del Bicentenario de la Argentina. El tablero mide 3,2 m² y los trebejos fueron realizados en Alemania, en madera teca de Indonesia, para que resistan los cambios climáticos y el agua. La pieza del Rey pesa 6 kilos y mide 60 cm de alto. Además se remplazó el alambrado perimetral por una reja y se incorporaron 600 herbáceas perennes de flor roja sobre la avenida Del Libertador. Una de las flores elegidas fue el geranio, simbólica de Alemania. En cuanto a las plantas pueden encontrarse en ella añosas tipas, araucarias y un jardín a la europea.

## Galería de Fotos

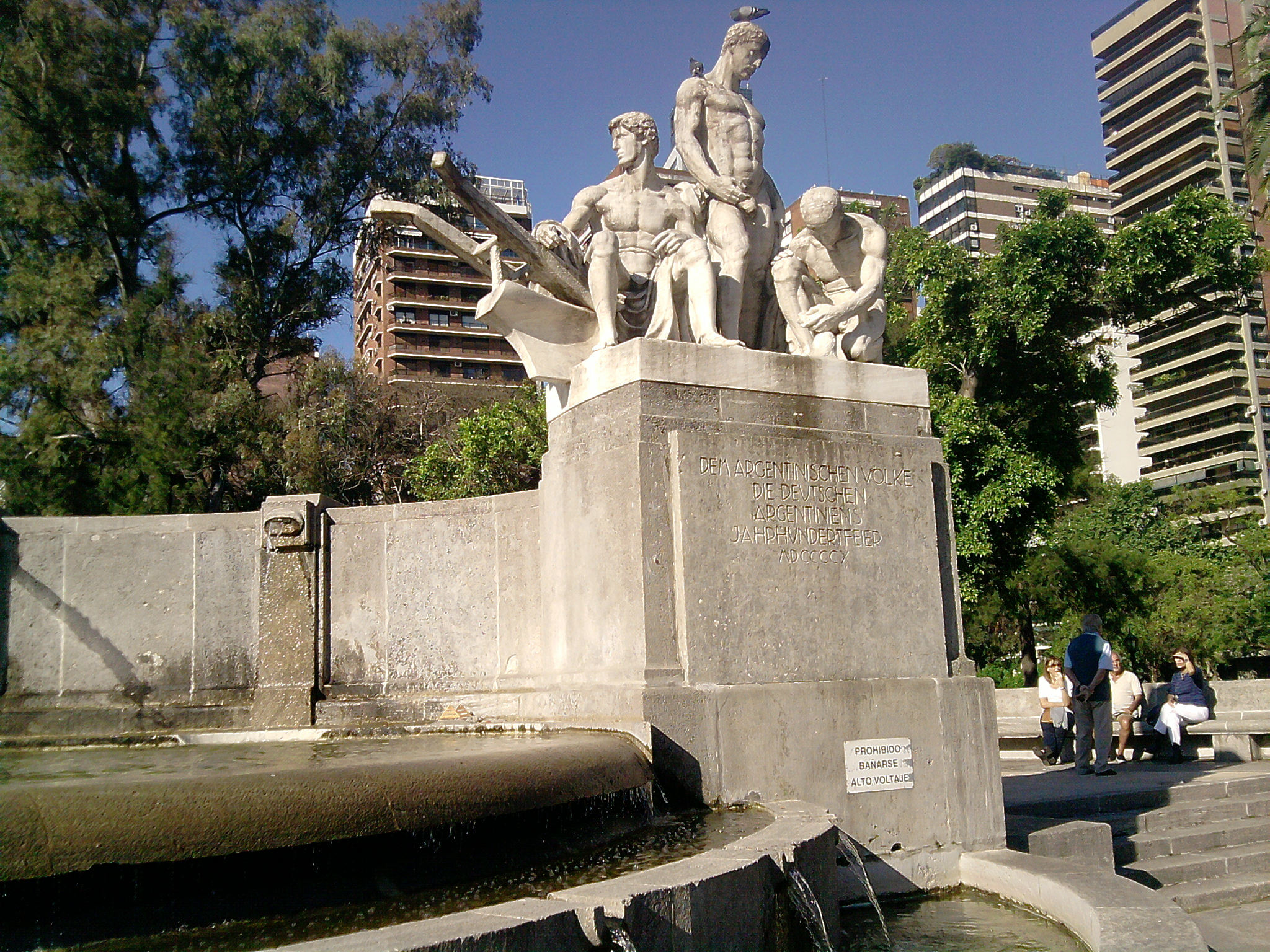
Plaza Alemania, detalle
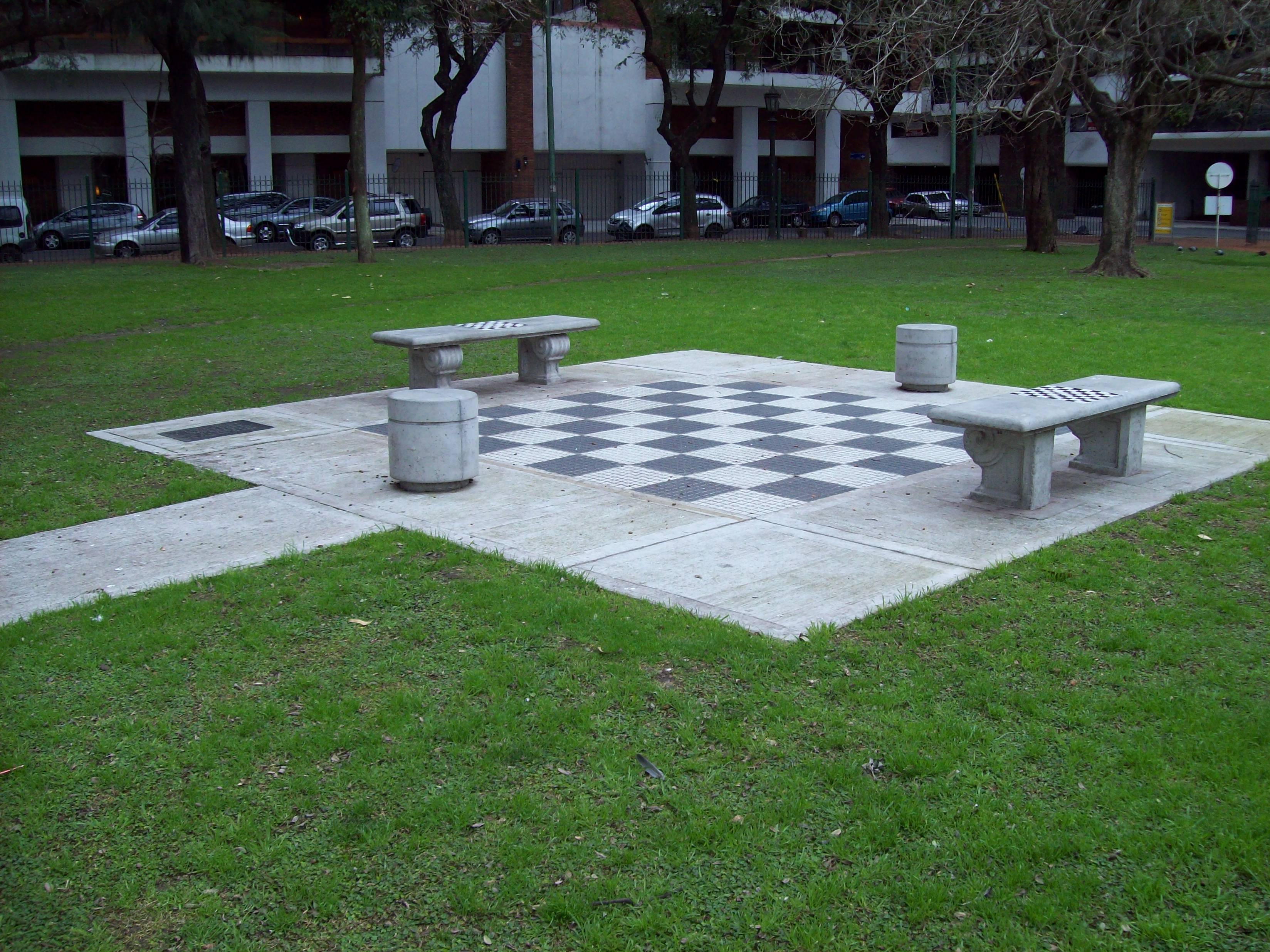
Ajedrez en Plaza Alemania
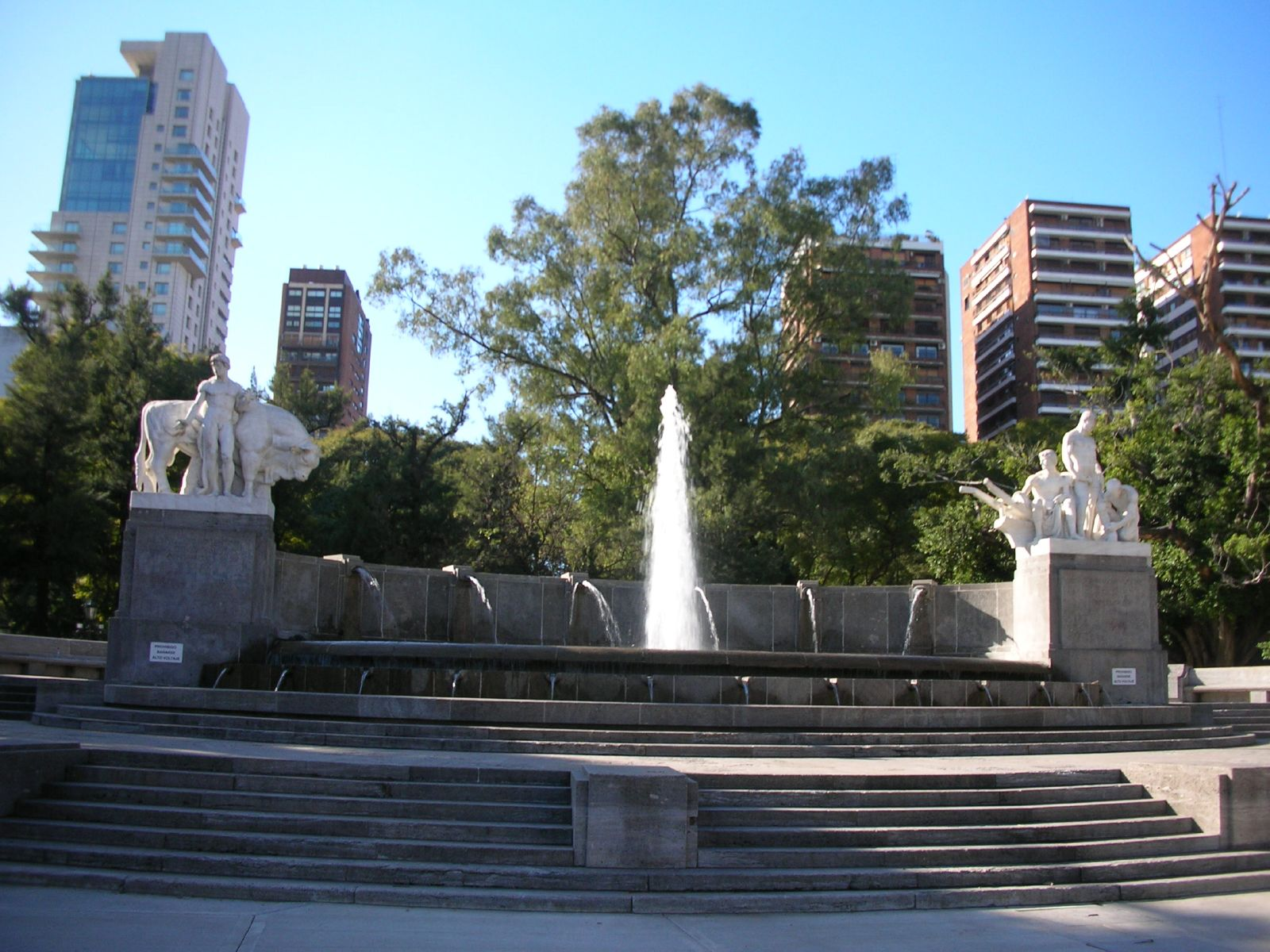
Fuente en Plaza Alemania
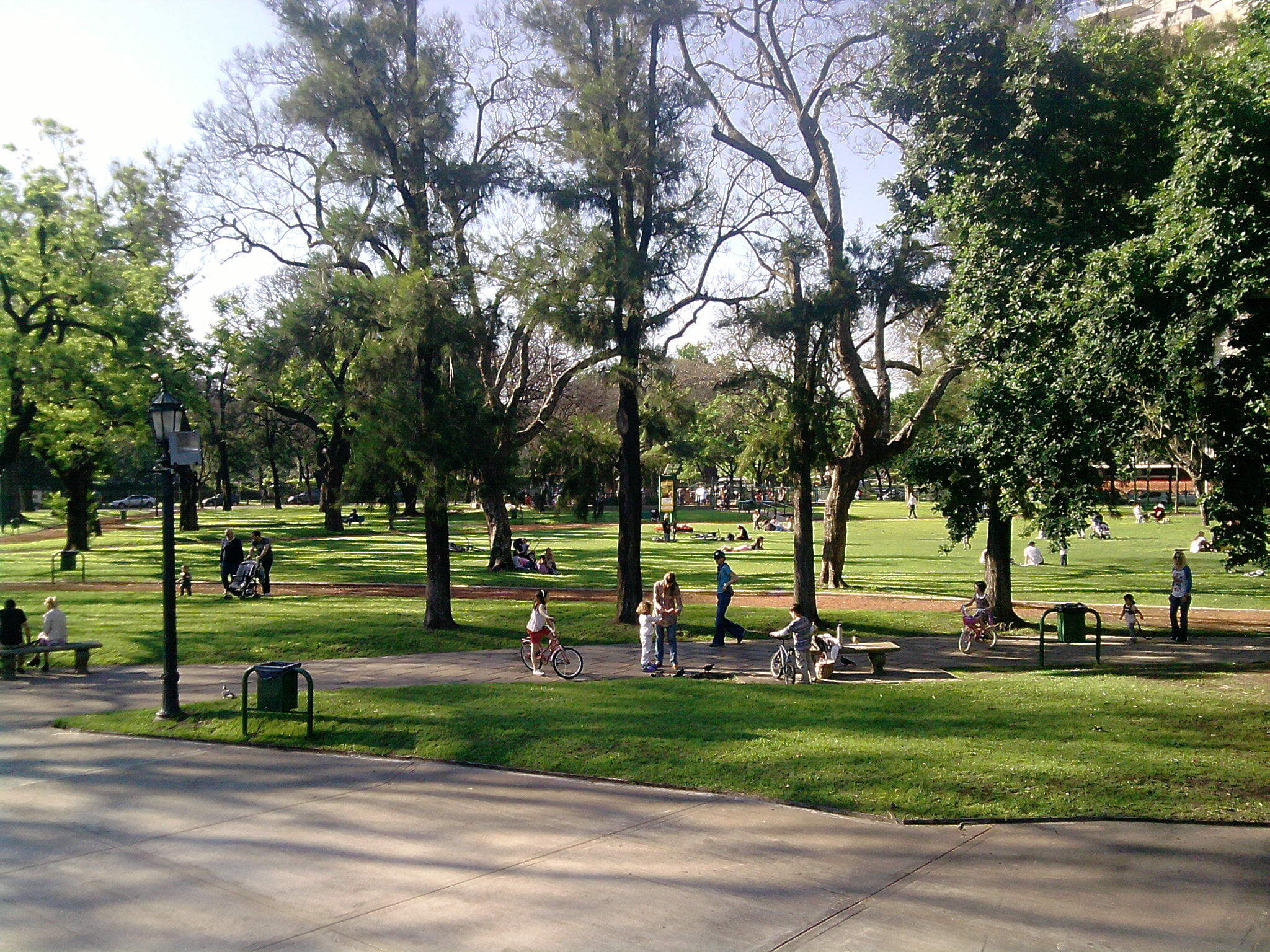
Plaza Alemania